# Intertextualitat
La intertextualitat és l'ús de textos previs, propis o d'altri, per compondre'n un de nou, sigui en la forma o en els referents. Es diferencia de la còpia o plagi perquè la utilització és parcial, barrejada amb innovacions i sovint com a homenatge. El terme prové de Julia Kristeva i en l'actualitat es diferencia entre intertextualitat directa i indirecta o inconscient, quan l'ús d'una altra obra no ve de la lectura directa d'aquesta sinó per referències indirectes o comunes a la cultura popular (seguint l'analogia amb l'inconscient col·lectiu de Jung).
Les recreacions modernes, les adaptacions infantils, el pas d'un gènere a un altre, la paròdia, les continuacions o seqüeles i les aparicions de personatges d'altres llibres són exemples d'intertextualitat. Tot i que aquests usos pertanyen a la literatura, s'han expandit a altres arts, com els "cameos" cinematogràfics o les al·lusions en sèries a mites clàssics o històries conegudes del gran públic.